# Estádio Municipal Joel Fachini
Estádio Municipal Joel Fachini – stadion piłkarski w Araras, São Paulo (stan), Brazylia.